# 浅舞公園
浅舞公園（あさまいこうえん）は、秋田県横手市平鹿町浅舞にある都市公園（地区公園）。敷地面積は5.1ha。
芝生広場、花壇、滝、遊具、運動施設などが整備されている他、「あやめ公園」と呼ばれるほどアヤメ（ハナショウブ）に力を入れている公園で、80種3万株、60万本のハナショウブが植えられている他、梅、松、桜をはじめとする60種類以上5,000本の樹木、ミヤギノハギなど6種類4500本の萩が植栽されている。地下水が豊富で、園内4箇所の池のうち2箇所では地下60mから毎分2m3の地下水を汲み上げ、流している。

## 歴史
1882年（明治15年）8月、伊勢多右衛門が浅舞八幡神社に隣接する場所を買い求め、梅、松、桜などを植えたのがはじまりである。
1973年（昭和48年）9月より都市公園としての整備が始まり、第1期の工事として旧あやめ園に当たる農地15,300m2を取得、総事業費1億3900万円を投じ、1980年（昭和55年）にあやめ園及び和風庭園が完成した。第2期の工事は1981年（昭和56年）から1984年（昭和59年）にかけて行われ、既存の8800m2の敷地に総事業費1億5200万円を投じ、池や滝、園路、休憩施設を整備した。
過疎活性化対策事業の一環として、隣接する農地19,200m2を取得し、3億1500万円を投じあやめ園と滝を整備した。工事は第2期に当たり、1990年（平成2年）から1992年（平成4年）にかけて行われた。
1996年（平成8年）には旧平鹿町の町制40周年を記念して、萩が約4500本植栽された。

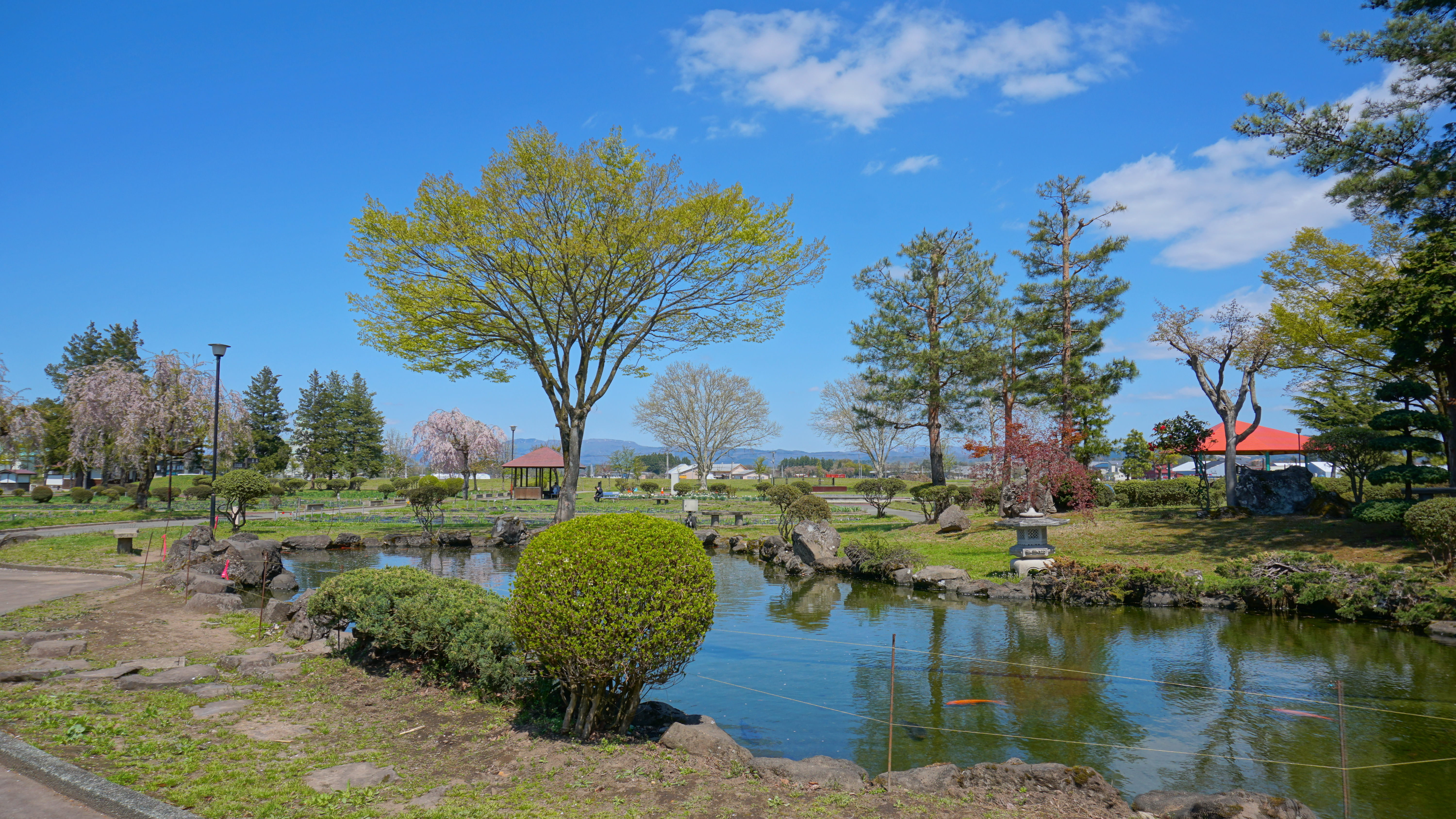
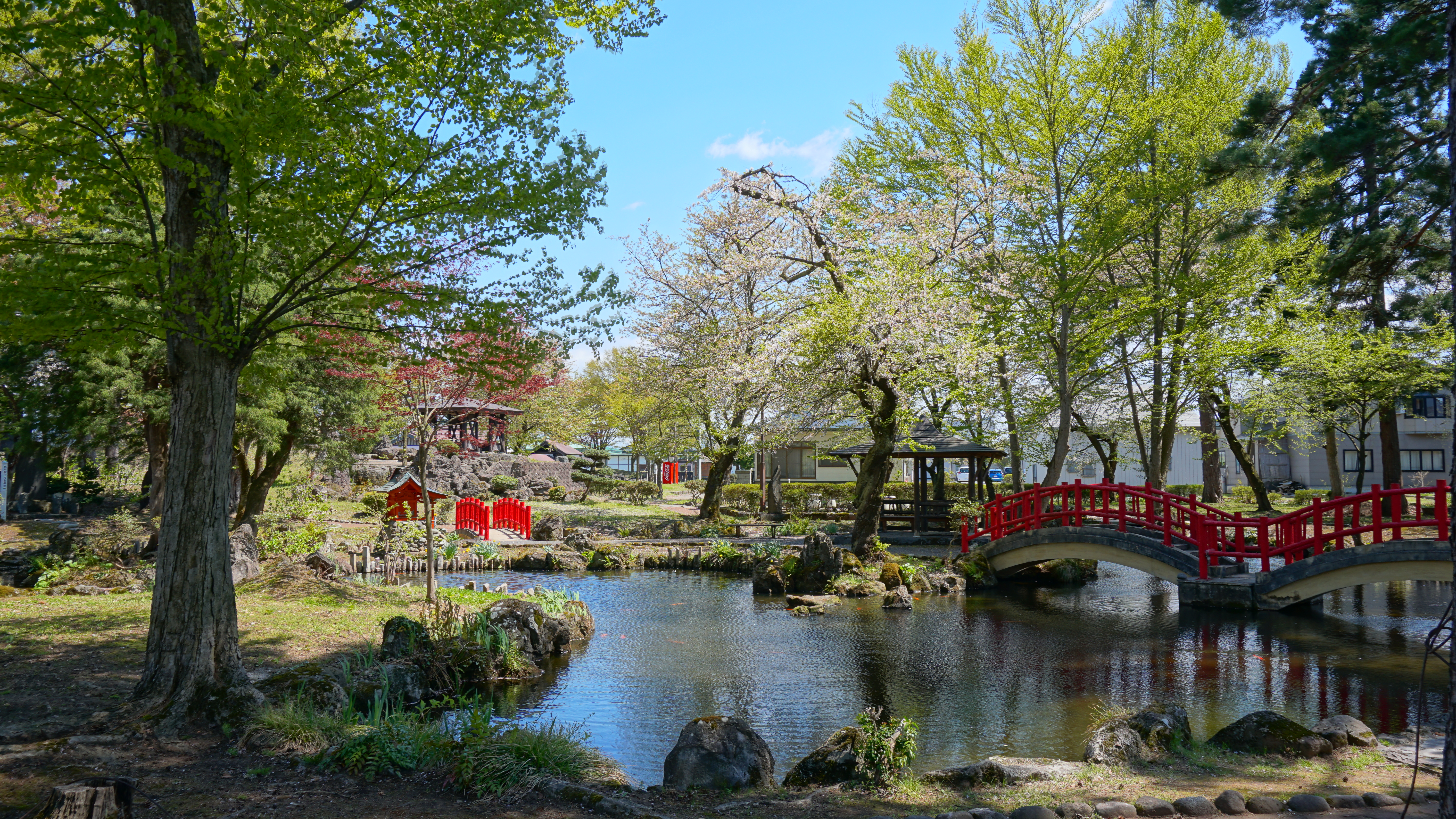
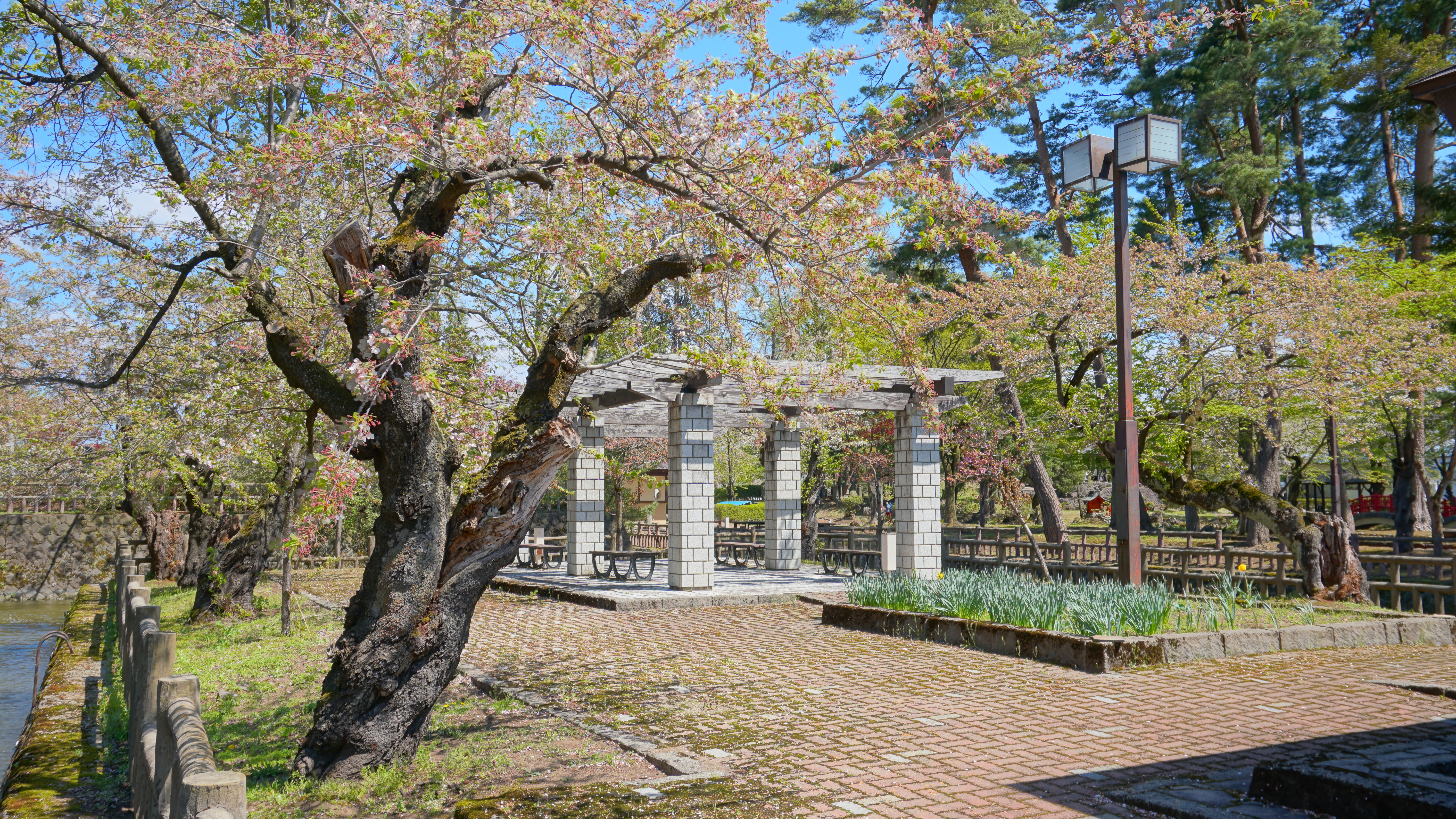
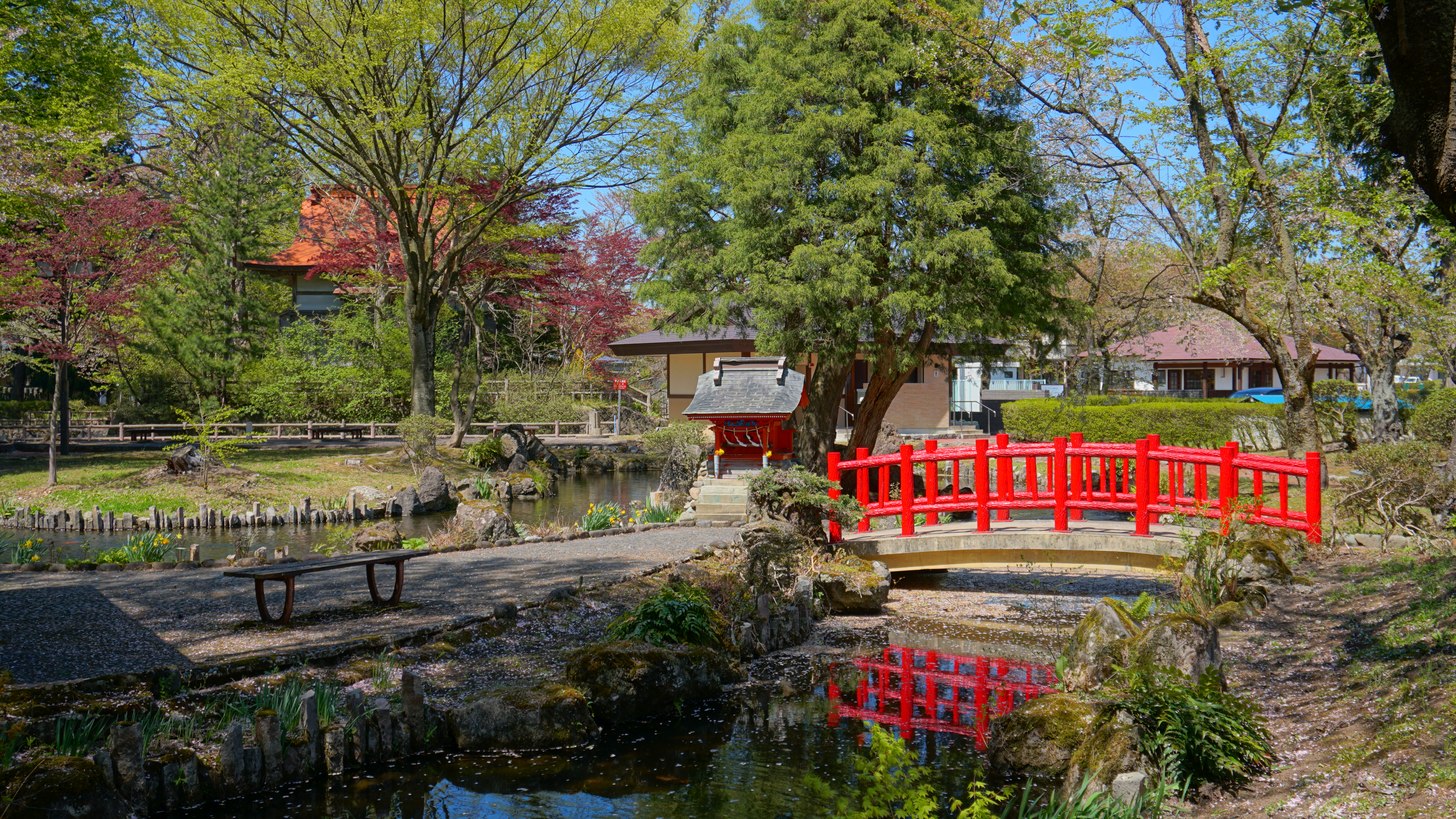

## イベント

### 浅舞公園あやめまつり
園内に植えられたアヤメ（ハナショウブ）が見頃を迎える時期（毎年 6月下旬～7月初旬）に祭りが開催される。開催時期は開花状況によって毎年異なってくる。

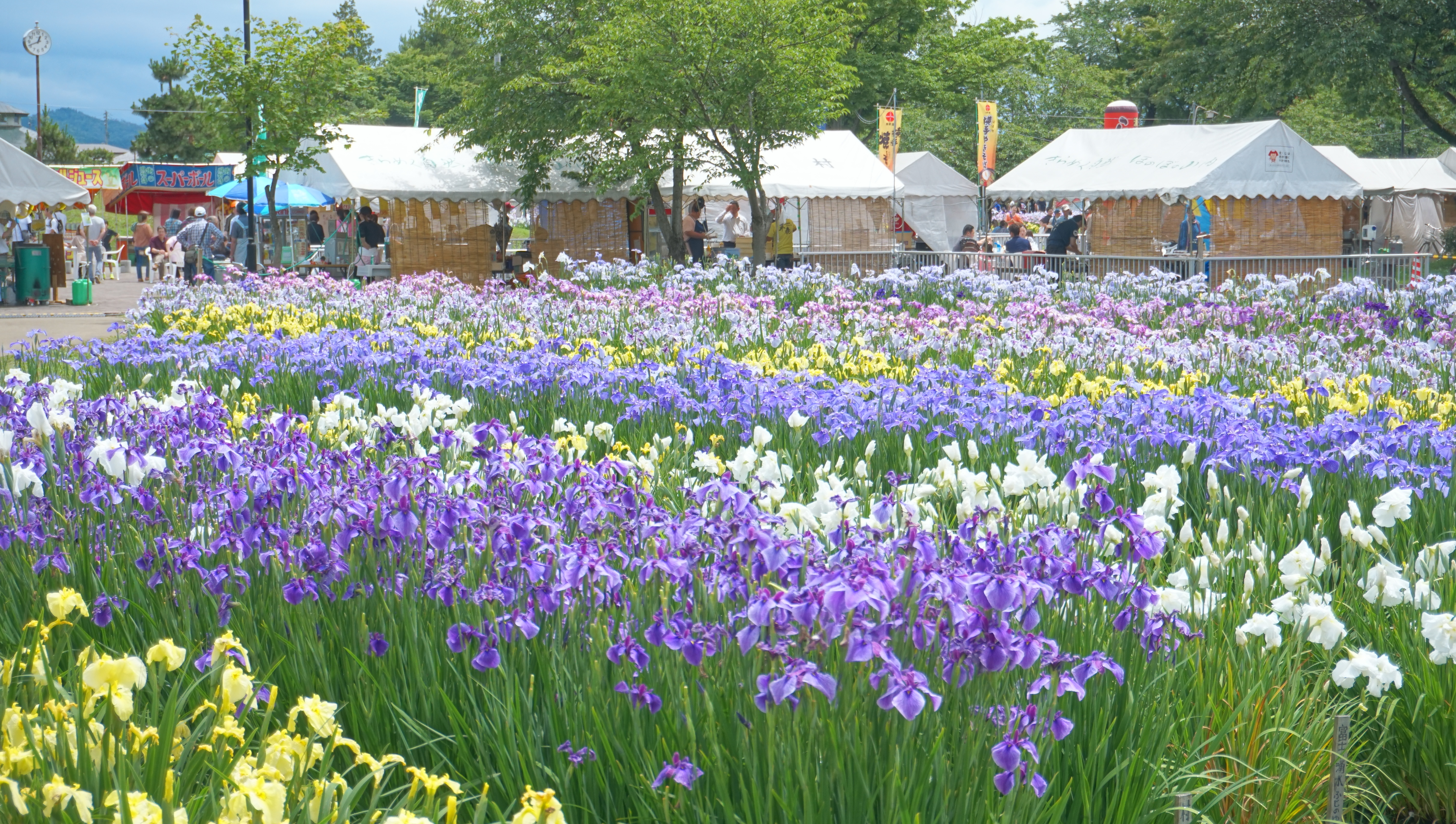
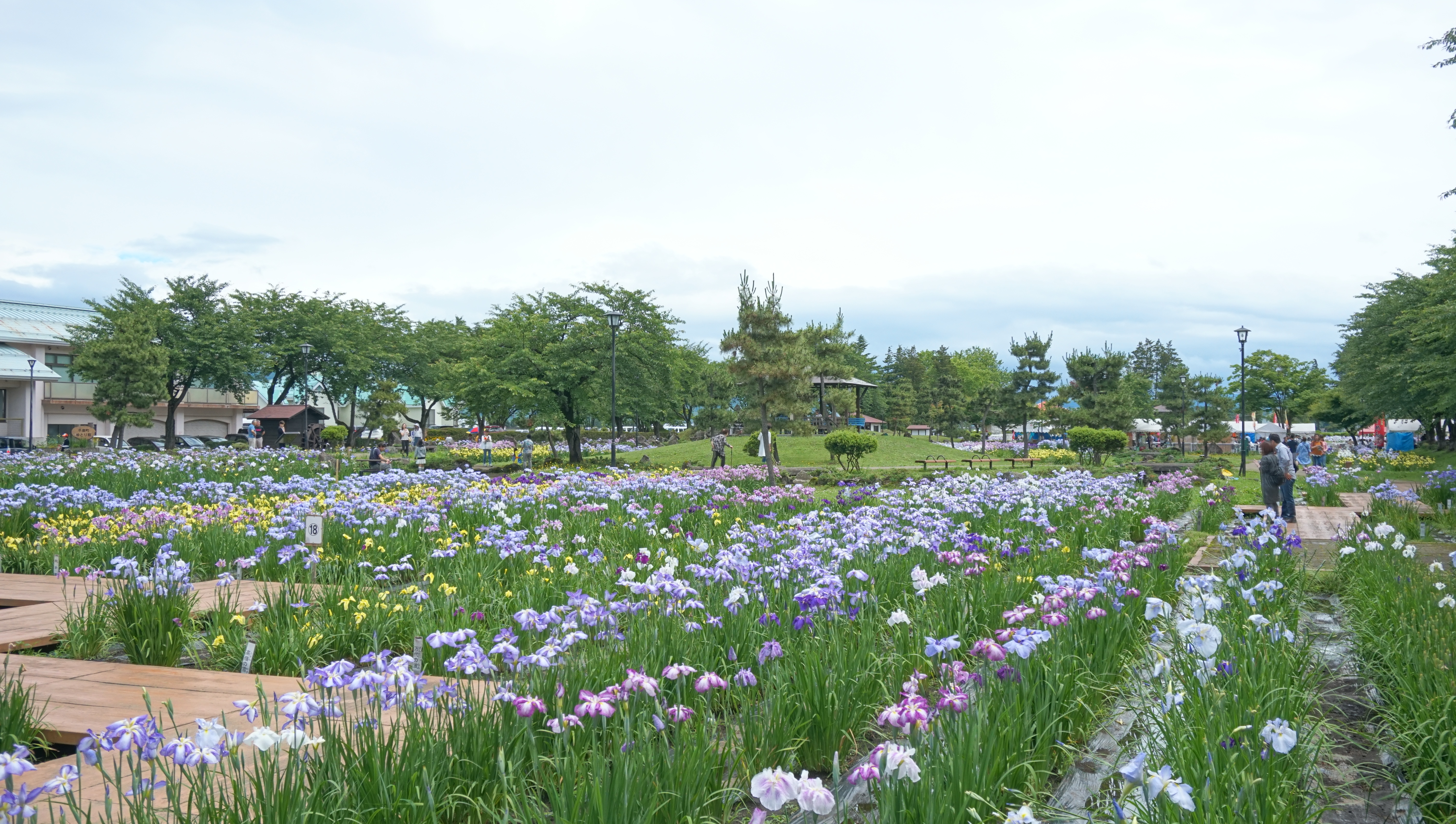
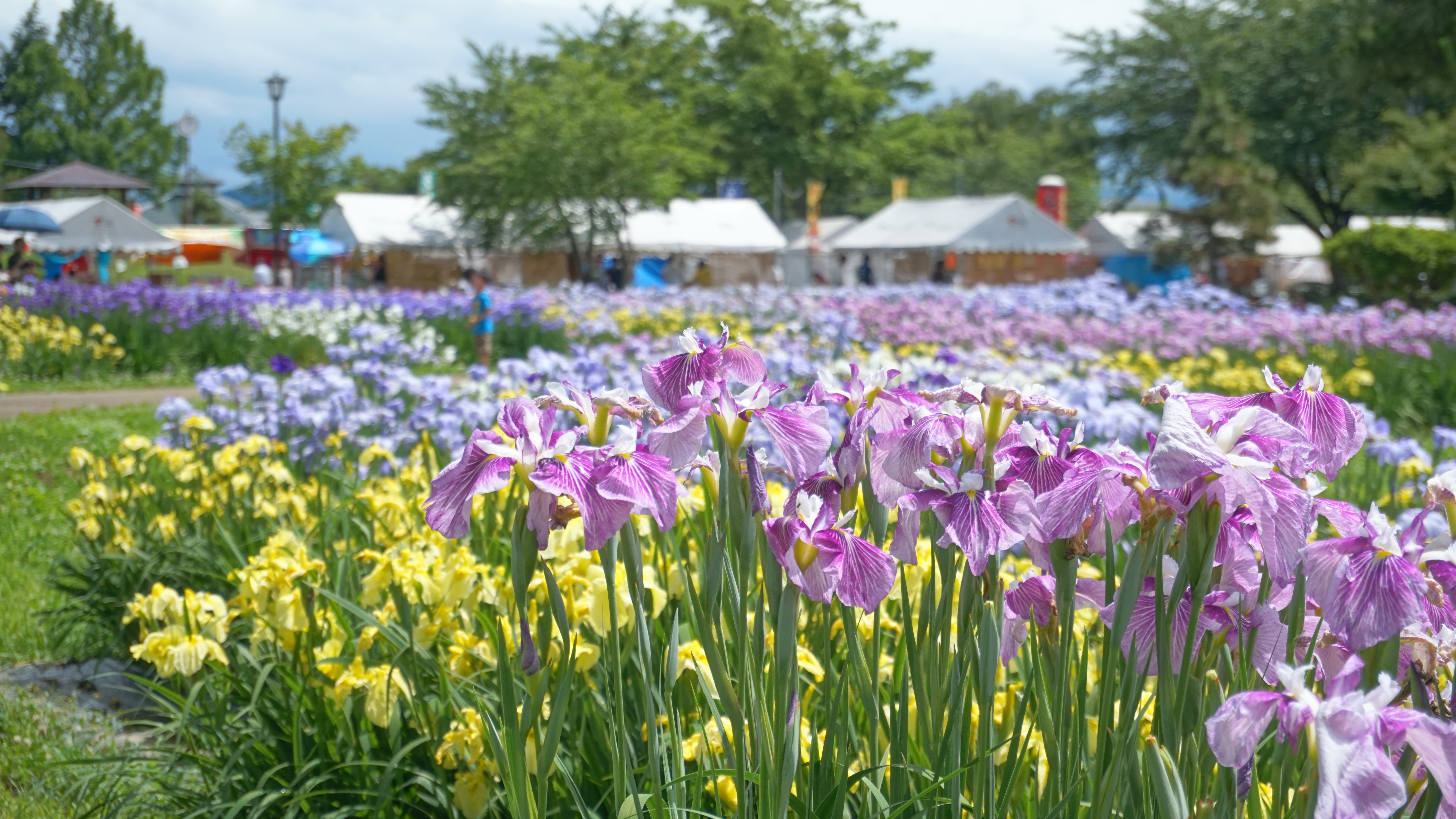
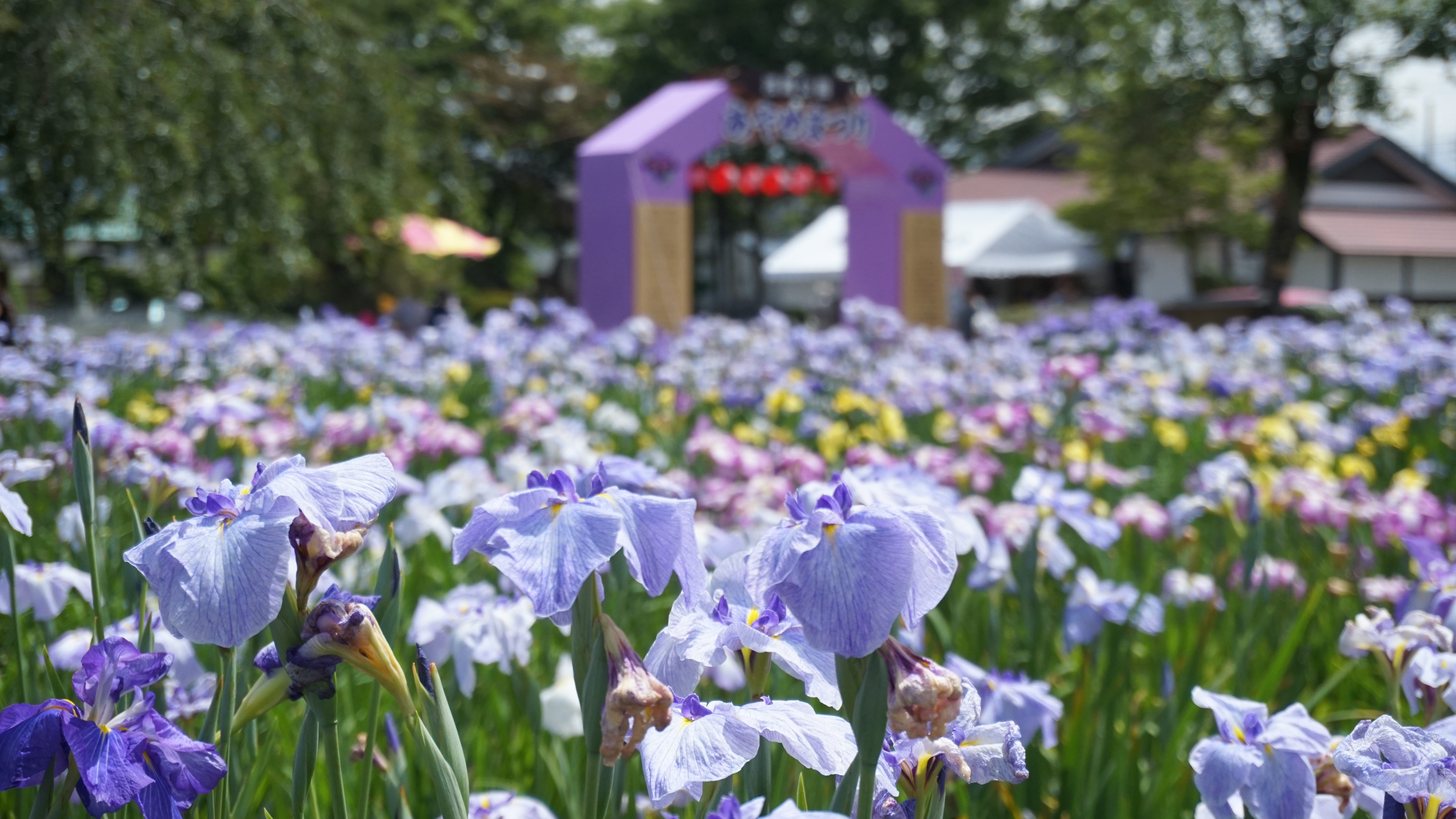

## アクセス
自動車
E13 東北中央自動車道 十文字ICから約10分
E46 秋田自動車道 / E13 東北中央自動車道 横手ICから約20分

## 周辺
- 秋田県道270号浅舞醍醐線
- 秋田県道117号野崎十文字線
- 横手市農村体験学習施設 アイリスハウス
- 平鹿町ゆとり館
- 浅舞スポーツセンター
- 横手市役所平鹿地域局
- 浅舞のケヤキ
- 御役屋門